# Mastacembelus cunningtoni
Mastacembelus cunningtoni är en fiskart som beskrevs av Boulenger, 1906. Mastacembelus cunningtoni ingår i släktet Mastacembelus och familjen Mastacembelidae. IUCN kategoriserar arten globalt som livskraftig. Inga underarter finns listade i Catalogue of Life.